# The School for Good and Evil
The School for Good and Evil is een Amerikaanse fantasyfilm uit 2022, geregisseerd door Paul Feig, die samen met David Magee het scenario schreef, gebaseerd op de gelijknamige roman uit 2013 van Soman Chainani.

## Verhaal
De School van Goed en Kwaad is lang geleden opgericht door de tweeling Rhian en Rafal. Vandaag zullen twee heel verschillende meisjes, Sophie en Agatha naar deze school gaan die gewijd is aan sprookjes. Sophie de blondine droomt ervan prinses te worden, Agatha zou liever voorbestemd zijn om een heks te worden. Eenmaal op school aangekomen, gaat niets zoals gepland voor de twee vriendinnen. Sophie wordt naar de School for Evil gestuurd terwijl Agatha naar de School for Good gaat. De twee meisjes zullen als klasgenoten de kinderen van Captain Hook of King Arthur hebben. Bovendien bedreigt een mysterieus personage de school. De twee vriendinnen zullen hem onder ogen moeten zien.

## Rolverdeling
| Acteur             | Personage                                                                 |
| ------------------ | ------------------------------------------------------------------------- |
| Sophia Anne Caruso | Sophie                                                                    |
| Ella Hehir         | jonge Sophie                                                              |
| Sofia Wylie        | Agatha                                                                    |
| Mahli Perry        | jonge Agatha                                                              |
| Kit Young          | Rafal / Rhian                                                             |
| Laurence Fishburne | Schoolmeester Rhian, Rafal's vermomming als zijn broer in zijn oude jaren |
| Michelle Yeoh      | Professor Emma Anemone                                                    |
| Jamie Flatters     | Tedros                                                                    |
| Peter Serafinowicz | Yuba                                                                      |
| Rob Delaney        | Stefan, Sophie's vader                                                    |
| Mark Heap          | Professor Bilious Manley                                                  |
| Patti LuPone       | Mrs. Deauville, de eigenaar van de Gavaldon-boekhandel                    |
| Rachel Bloom       | Honora, Sophie's stiefmoeder                                              |
| Cate Blanchett     | de stem van het verhaal                                                   |
| Kerry Washington   | Professor Clarissa Dovey, de decaan van de School for Good                |
| Charlize Theron    | Lady Leonora Lesso, de decaan van de School for Evil                      |
| Abigail Stones     | jonge Leonora                                                             |

## Release
De film ging in première op 18 oktober 2022 in het Regency Village Theatre in Westwood, Los Angeles, voordat het de volgende dag wereldwijd streambaar werd op Netflix.

## Ontvangst
Op Rotten Tomatoes heeft The School for Good and Evil een waarde van 38% en een gemiddelde score van 4,9/10, gebaseerd op 66 recensies. Op Metacritic heeft de film een gemiddelde score van 30/100, gebaseerd op 17 recensies.